# Quentin Sticker
Quentin Sticker (ur. 8 grudnia 1994) – francuski zapaśnik walczący w stylu wolnym. Zajął jedenste miejsce na mistrzostwach Europy w 2021. Brązowy medalista igrzysk frankofońskich w 2013. Zajął dziesiąte miejsce na igrzyskach śródziemnomorskich w 2022. Mistrz śródziemnomorski w 2018. Piętnasty na igrzyskach wojskowych w 2019 roku.
Wicemistrz Francji w 2015 i trzeci w 2013, 2014, 2016, 2017 i 2019 roku.